# احساسات بزرگ
«احساسات بزرگ» (به انگلیسی: Big Time Sensuality) ترانه‌ای از خواننده-ترانه‌پرداز ایسلندی بیورک می‌باشد که در نوامبر سال ۱۹۹۳ از سوی وان لیتل ایندین و الکترا به‌عنوان چهارمین تک‌آهنگ از نخستین آلبوم این خواننده تحت عنوان دبیو (۱۹۹۳) منتشر گردید. این اثر را بیورک و همکار قدیمی‌اش نلی هوپر نوشته‌اند و تهیه‌کنندگی آن نیز بر عهدهٔ هوپر بوده است. این قطعه از موسیقی هاوس تأثیر گرفته و محبوبیت بیورک را در سطح جهانی افزایش داد، به‌خصوص در آمریکا که برای نخستین بار وارد جدول‌های موسیقی شد. «احساسات بزرگ» در ایسلند به مقام اول دست یافت. در متن ترانه به رابطهٔ وی با دوستانش و هوپر پرداخته شده‌است. در این قطعه ریتم‌های هاوس و بیس الکترونیکی به کار رفته‌اند. موزیک ویدئوی این ترانه به کارگردانی استفان سدناوی ساخته و در شهر نیویورک فیلم‌برداری شده‌است.